# Festa del Roser de Vallbona d'Anoia
La Festa del Roser de Vallbona d'Anoia se celebra al voltant del dilluns de Pasqua Granada. La celebració comença el divendres i continua el cap de setmana amb fires i mostres d'entitats fins al dilluns amb correfocs, cercaviles, ballades de sardanes, actuació dels falcons i tabalers de Vallbona, entre altres activitats. El Ball de la Garlanda té un paper especial en les festes. No es coneix l'origen de la festa, tot i que algunes fonts el relacionen amb la dedicació d'una capella, el 1580, a la Mare de Déu del Roser. Aquesta festa forma part del Catàleg del Patrimoni Festiu de Catalunya.

## Descripció
El dilluns, després de fer la cerimònia de traspàs d'administradores de les festes, es duu a terme la processó pels carrers del poble amb la imatge de la Mare De Déu del Roser que porten les Roseres. A la tarda es va una col·lecta per les cases de tot el poble. Després, vestits de gala, es dirigeixen a la Plaça de l'Església on se celebra el Ball de la Garlanda o Treure Ball, que ballen quatre parelles (les dues Roseres entrants i les sortints amb els Pabordes, que són els nois joves solters escollits per les Roseres). La versió del Ball, actualment en ús, és fruit de les reestructuracions fetes, tant a nivell musical com coreogràfic, als anys cinquanta pel músic Miquel Armengol i a finals del setanta per Miquel Armengol i Josep M. Castells. Al vespre la festa continua amb música.